# Leycesteria formosa
  Leycesteria formosa   , conhecida como "Madressilva-dos-Himalaias" é uma espécie do gênero botânico Leycesteria, da família das Caprifoliaceae. É nativa do Himalaia e sudoeste da China.
É um arbusto que cresce de 1 a 2 m de altura. Sobrevive de 2 a 5 anos, quando desmorona. Antes de desmoronar,  as raízes substituem novas hastes. As folhas são opostas, pontiagudas, de um verde-escuro,  apresentam comprimentos de 6 a 18 cm e 4 a 9 cm de largura, com uma borda inteira ou ondulada. As flores se desenvolvem em racemos ( cachos )pendentes,  de 5 a 10 cm; cada flor é pequena, branca, possuindo brácteas  de cor  púrpura. A fruta é uma baga de cor roxo-preto de 1 cm. Os pássaros dispersam as suas sementes.
É uma planta ornamental, que foi utilizada no paisagismo de jardins ingleses. A espécie é encontrado no Jardim Botânico do Porto ( Portugal ).
O nome do gênero homenageia William Leycester (1775-1831).